# Październik 2014

## 31 października
- Co najmniej 23 osoby zginęły, wiele zostało rannych w zamachu bombowym na dworzec autobusowy w mieście Gombe w północno-wschodniej Nigerii. (onet.pl)
- Podczas lotu próbnego nad pustynią Mojave w Kalifornii doszło do katastrofy pasażerskiego statku kosmicznego SpaceShipTwo, nad którym pracuje firma Virgin Galactic. Pierwszy pilot zdołał się katapultować, natomiast drugi zginął. (wp.pl)
- Po fali protestów w Burkina Faso prezydent Blaise Compaoré zrezygnował z urzędu. Władzę nad krajem przejęło wojsko, na którego czele stoi generał Honoré Traoré. (polskieradio.pl)
- Paolo Gentiloni został nowym ministrem spraw zagranicznych Włoch, zastępując na tym stanowisku Federicę Mogherini. (onet.pl)
- Meksykańscy naukowcy odnaleźli ponad 50 tys. obiektów sakralnych podczas badania ostatniego odcinka tunelu odkrytego pod jedną z piramid na stanowisku Teotihuacán. (onet.pl)

## 30 października
- Syryjskie śmigłowce wojskowe zbombardowały obóz dla uchodźców pod miastem Al-Habit, w prowincji Idlib, na północy Syrii, w wyniku czego zginęło 10 osób, a dziesiątki zostały ranne. (wp.pl)
- W Stanach Zjednoczonych zginęły co najmniej cztery osoby, kilka zostało rannych lub uznanych za zaginione w wyniku wypadku lotniczego w miejscowości Wichita. (wp.pl)
- W mieście Ar-Ramadi na zachodzie Iraku znaleziono w zbiorowym grobie zwłoki 150 sunnitów, walczących z Państwem Islamskim. (wp.pl)
- Chiński koncern Lenovo sfinalizował przejęcie od Google firmy Motorola. (onet.pl)

## 29 października
- Około 100 osób zginęło w lawinie błotnej, wywołanej ulewnymi deszczami monsunowymi, które nawiedziły region plantacji herbaty w środkowej Sri Lance. 300 osób uznano za zaginione. (wp.pl, polskieradio.pl)
- Dżihadyści z Państwa Islamskiego rozstrzelali 30 sunnitów na głównej ulicy miasta Hit na zachód od Bagdadu. (onet.pl)
- W wyniku ataku dżihadystów IS na pole naftowe w syryjskiej prowincji Hims zginęło 30 ludzi z sił rządowych Baszszara al-Asada. (onet.pl)
- Bezzałogowy rosyjski statek kosmiczny Progress, wystrzelony z kosmodromu Bajkonur w Kazachstanie, dotarł do Międzynarodowej Stacji Kosmicznej i dostarczył m.in. paliwo, powietrze, tlen i jedzenie dla sześcioosobowej załogi stacji. (wp.pl)
- Ministerstwo Obrony Rosji poinformowało o pomyślnym przeprowadzeniu próby z międzykontynentalną rakietą balistyczną Buława, którą wystrzelono z okrętu podwodnego na Morzu Barentsa. (wp.pl)
- W Londynie w wieku 77 lat zmarł Michael Sata, urzędujący Prezydent Zambii. (wp.pl)

## 28 października
- Ponad 10 tys. ludzi demonstrowało w Budapeszcie przeciw rządowym planom opodatkowania przesyłu danych w internecie. (interia.pl)
- John Tory został wybrany na burmistrza Toronto, pokonując Douga Forda, brata dotychczasowego burmistrza Roba Forda. (rmf24.pl)
- Sekundy po starcie bezzałogowej rakiety nośnej Antares, zakontraktowanej przez NASA i mającej dostarczyć na Międzynarodową Stację Kosmiczną kapsułę Cygnus CRS Orb-3 z zaopatrzeniem, doszło do wybuchu. Cały ładunek uległ zniszczeniu. (Kosmonauta.net, wp.pl)
- W wyniku zawału w kopalni węgla na południu Turcji 23 górników zostało uwięzionych pod ziemią. (wp.pl)
- Agencja Yonhap podała, że ok. 50 osób z kierownictwa Koreańskiej Republiki Ludowo-Demokratycznej zostało straconych w tym roku za branie łapówek i oglądanie południowokoreańskich seriali. (wp.pl)
- Brytyjczyk Nicholas Winton, który w 1939 roku uratował przed zagładą 669 żydowskich dzieci, został odznaczony Orderem Lwa Białego, najwyższym czeskim odznaczeniem. (onet.pl)
- W wieku 97 lat zmarł polski ekonomista Witold Andruszkiewicz. (tvn24.pl)

## 27 października
- W dwóch atakach bombowych w Iraku zginęły co najmniej 34 osoby, a kilkadziesiąt zostało rannych. (polskieradio.pl)
- W Kolonii na ulice wyszło co najmniej 2,5 tys. kibiców piłkarskich, protestujących przeciw obecności ekstremistów islamskich w Niemczech. Doszło do bójki z policją, w wyniku czego zostało rannych 14 osób, w tym 13 policjantów. (wp.pl)
- W Hiszpanii przeprowadzono akcję antykorupcyjną, w wyniku której zatrzymano 51 osób, w tym 36 trafiło do aresztu (wśród nich burmistrzowie, przedstawiciele lokalnej administracji oraz reprezentanci rządzącej Partii Ludowej). Ponadto przeprowadzono 269 rewizji, zablokowano 400 kont bankowych i zarekwirowano 30 samochodów. (polskieradio.pl)

## 26 października
- Dilma Rousseff została po raz drugi wybrana prezydentem Brazylii, zyskując w drugiej turze 51,45% głosów i pokonując tym samym Aécio Nevesa (48,55% głosów). (wp.pl)
- Na Ukrainie odbyły się przedterminowe wybory parlamentarne. (wp.pl)
- W Tunezji odbyły się wybory parlamentarne, wygrane przez świecki blok Nida Tunis (Wołanie Tunezji) przed islamską Partią Odrodzenia (Nahda)(Wyborcza.pl, PAP via wp.pl).
- Ostatnie amerykańskie i brytyjskie oddziały oficjalnie zakończyły misję w Afganistanie i przygotowują się do opuszczenia kraju. (polskieradio.pl)
- Co najmniej siedem osób zginęło, a 18 zostało rannych w wypadku autokaru, który wypadł z drogi i spadł z 25-metrowego zbocza w prowincji ‪Afyonkarahisar‬ na zachodzie Turcji. (wp.pl)
- W wyniku ulewnych deszczów i opadów śniegu w Bułgarii zginęły dwie osoby. Ponad 30 tys. domów zostało pozbawionych prądu, a na wschodzie kraju powodzie spowodowały duże szkody. (wp.pl)
- W Paryżu obok Katedry Notre-Dame odsłonięto pomnik papieża Jana Pawła II. Został wykonany z brązu ma 3,6 metra wysokości i waży 1,5 tony. (wp.pl)
- Australijscy chirurdzy jako pierwsi przeszczepili pacjentowi serce, które przestało bić w ciele dawcy. (onet.pl)
- Na czele Ministerstwa Spraw Zagranicznych Indonezji stanęła Retno Lestari Marsudi, dotychczasowa ambasador w Holandii. (onet.pl)
- Amerykanka Serena Williams (w rywalizacji singlistek) oraz reprezentantka Zimbabwe Cara Black i Hinduska Sania Mirza (w grze deblowej) triumfowały w rozegranym w Singapurze turnieju tenisowym WTA Finals. (Sport.pl Reuters)

## 25 października
- Polski bokser Andrzej Gołota stoczył pojedynek pokazowy z Amerykaninem Danellem Nicholsonem oraz zakończył sportową karierę. (wp.pl)
- 57-letni Amerykanin Alan Eustace pobił rekord Felixa Baumgartnera w wysokości skoku ze spadochronem. Amerykanin skoczył z ponad 41 km. (wp.pl)
- W stolicy Włoch odbyła się antyrządowa manifestacja, w której według organizatorów wzięło udział około 1 mln osób (według mediów co najmniej 150 tys.), protestujących przeciwko rządowej reformie kodeksu pracy. (onet.pl)
- W północnej Grecji miało miejsce trzęsienie ziemi o sile 5,2 stopni w skali Richtera. Epicentrum znajdowało się około 20 km od miasta Arta. (wp.pl)
- W wieku 71 lat zmarł Jack Bruce, basista, kompozytor i piosenkarz, będący współtwórcą zespołu rockowego Cream. (wp.pl)

## 24 października
- Co najmniej 25 osób zginęło, a 28 zostało rannych w wyniku eksplozji samochodu-pułapki na posterunku wojskowym na półwyspie Synaj. (onet.pl)
- W wyniku strzelaniny w amerykańskiej szkole średniej w Marysville dwie osoby zginęły, w tym napastnik, a cztery zostały ranne. (wp.pl)
- Organizacja Narodów Zjednoczonych podała, że od początku konfliktu na Ukrainie ponad 824 tys. ludzi musiało opuścić swoje domy. (tvn24.pl)
- W stolicy Austrii odsłonięto pierwszy pomnik dla uczczenia niemal 1,5 tys. obywateli tego kraju zamordowanych za odmowę służby w Wehrmachcie. (onet.pl)

## 23 października
- W wybuchu gazu w katowickiej kamienicy zginęły trzy osoby (dziennikarz Dariusz Kmiecik wraz z żoną Brygidą Frosztęgą-Kmiecik i 2-letnim synem), a pięć zostało rannych. W akcji brało udział 150 strażaków i kilkudziesięciu policjantów. (interia.pl, newsweek.pl, wp.pl)
- W wybuchu gazociągu w Ludwigshafen am Rhein w Niemczech zginęła jedna osoba (robotnik budowlany), a 10 zostało rannych, w tym czterech ciężko. (onet.pl)
- Na aukcji w Nowym Jorku sprzedano jeden z pierwszych komputerów osobistych firmy Apple za sumę 905 tys. dolarów. (wp.pl)
- Syryjskie Obserwatorium Praw Człowieka podało, że w wyniku nalotów międzynarodowej koalicji przeciwko Państwu Islamskiemu w Syrii zginęły dotąd 553 osoby, w tym 32 cywilów. (wp.pl)

## 22 października
- Na odbywających się w Sanya (Chiny) 14. Otwartych Mistrzostwach Świata w Brydżu Sportowym polscy zawodnicy zdobyli dwa złote (w kategoriach teamów open i seniorów) oraz brązowy (w kategorii teamów mikstowych) medale ().
- W stolicy Kanady doszło do strzelaniny w okolicach parlamentu. Zginęły dwie osoby: żołnierz pełniący wartę przy pomniku wojennym w pobliżu parlamentu oraz jeden z napastników. (polskieradio.pl)
- Parlament Europejski zatwierdził nową Komisję Europejską, którą pokieruje Jean-Claude Juncker. Za powołaniem nowej Komisji głosowały 423 osoby, przeciw było 209, a 67 wstrzymało się od głosu. (wp.pl)
- W Słubicach w województwie lubuskim powstał pierwszy na świecie pomnik poświęcony Wikipedii. (tvn24.pl)
- W wieku 93 lat zmarł Ben Bradlee, były wieloletni redaktor naczelny „The Washington Post”. (wp.pl)

## 21 października
- Co najmniej czterech afgańskich żołnierzy zginęło, a sześciu zostało rannych w wybuchu przydrożnej bomby, która eksplodowała pod autobusem w Kabulu. (onet.pl)
- Kongijski lekarz ginekolog Denis Mukwege został laureatem Nagrody Sacharowa za pomoc ofiarom gwałtów. (wp.pl)
- Francuscy naukowcy z CEA opracowali test do szybkiej diagnozy wirusa eboli. (tvn24.pl)
- Południowoafrykański lekkoatleta Oscar Pistorius został skazany na 5 lat więzienia za nieumyślne spowodowanie śmierci swojej partnerki Reevy Steenkamp. (polskieradio.pl)
- W wypadku odrzutowca na moskiewskim lotnisku Wnukowo zginął 63-letni Christophe de Margerie, będący szefem francuskiego koncernu petrochemicznego Total. (wp.pl)
- W Nowym Jorku w wieku 97 lat zmarł Kalman Sultanik, urodzony w Polsce działacz i lider licznych organizacji syjonistycznych. (wp.pl)
- W wieku 83 lat zmarł irański ajatollah Mohammad-Reza Mahdavi Kani. (tvn24.pl)

## 20 października
- Co najmniej sześć osób zginęło w powodziach i lawinach błotnych w południowej części Meksyku. (wp.pl)
- Były gubernator Dżakarty 53-letni Joko Widodo został zaprzysiężony na prezydenta Indonezji. (onet.pl)
- Japońska minister gospodarki Yūko Obuchi zrezygnowała ze stanowiska w związku z zarzutami o niewłaściwe wykorzystywanie funduszy na działalność polityczną. (interia.pl)
- Według raportu Amnesty International zarówno prorosyjscy separatyści, jak i ukraińscy żołnierze popełniali okrutne zbrodnie podczas konfliktu na Ukrainie. (polskieradio.pl)
- W wieku 82 lat zmarł Óscar de la Renta, amerykańsko–dominikański projektant mody. (wp.pl)

## 19 października
- W Nikaragui w wyniku długotrwałych nawałnic zginęły 22 osoby, w tym dziewięć w stolicy kraju Managui. (wp.pl)
- Co najmniej 19 osób zginęło, a 28 zostało rannych w wyniku zamachu samobójczego na szyicki meczet w Bagdadzie. (onet.pl)
- Siedmiu egipskich żołnierzy zginęło, a czterech zostało ciężko rannych w ataku bombowym na półwyspie Synaj. (polskieradio.pl)
- Papież Franciszek dokonał beatyfikacji swojego poprzednika Pawła VI, będącego głową Kościoła w latach 1963–1978. We mszy beatyfikacyjnej uczestniczyły dziesiątki tysięcy ludzi oraz emerytowany papież Benedykt XVI. (wp.pl)
- 100 tys. Katalończyków zgromadziło się w Barcelonie, domagając się przedterminowych wyborów regionalnych po tym, jak hiszpański rząd uznał referendum w sprawie niepodległości Katalonii za nielegalne. (tvn24.pl)
- Według raportu niemieckiego wywiadu wojskowego BND odpowiedzialność za zestrzelenie malezyjskiego samolotu pasażerskiego ponoszą prorosyjscy separatyści. (polskieradio.pl)

## 18 października
- W Demokratycznej Republice Konga zginęły 23 osoby w wyniku ataku organizacji ADF–NALU na wieś Byalos. Przed trzema dniami te same ugrupowanie zaatakowało inną miejscowość, zabijając przy tym 30 osób. (wp.pl)
- W amerykańskich stanach Arizona, Alaska i Wyoming zalegalizowano małżeństwa osób tej samej płci. (wp.pl)
- Na burmistrza Berlina wybrano polityka SPD Michaela Muellera, który zastąpi na tym stanowisku Klausa Wowereita. Na Muellera głosowało 59,1% uczestników plebiscytu. (polskieradio.pl)
- Po 674 dniach wojskowy wahadłowiec X-37B, który został wyniesiony na orbitę okołoziemską w grudniu 2012 roku, zakończył tajne testy w kosmosie i z powodzeniem wylądował w bazie Vandenberg w Kalifornii. (tvn24.pl)

## 17 października
- Co najmniej 16 osób zginęło, a 11 zostało ciężko rannych podczas koncertu w Korei Południowej. (polskieradio.pl)
- W Danii w regionie Jutlandii Północnej doszło do powodzi, spowodowanej ulewnymi deszczami. Intensywne opady doprowadziły do paraliżu transportu drogowego oraz problemów z transportem kolejowym. (tvn24.pl)

## 16 października
- W wyniku ulewnych deszczów w Genui, Parmie, Ligurii i Toskanii we Włoszech doszło do powodzi, osunięć ziemi oraz lawin błotnych. Lokalne media poinformowały, że w wyniku powodzi zginęło dziewięć osób, a sześć uznano za zaginione. (tvn24.pl)
- Wenezuela, Nowa Zelandia, Angola, Malezja i Hiszpania zostały wybrane na niestałych członków w Radzie Bezpieczeństwa ONZ. (tvn24.pl)
- Co najmniej 47 osób zginęło, a blisko 80 zostało rannych w zamachach w stolicy Iraku, głównie w atakach dokonanych przy użyciu samochodów-pułapek. (tvn24.pl)
- Według raportu Międzynarodowej Grupy na Rzecz Praw Mniejszości od początku roku w Iraku zginęło co najmniej 12 tys. cywilów. (polskieradio.pl)
- Wysoki komisarz ONZ ds. Praw Człowieka Zajd Raad Zajd al-Husajn podał, że od marca 2011 r. w Syrii zginęło ponad 200 tys. ludzi. (polskieradio.pl)

## 15 października
- W wyniku lawiny i zamieci śnieżnej w rejonie Annapurny w Nepalu zginęły 43 osoby, w tym trzech Polaków. (wp.pl)
- Norweski parlament zatwierdził wprowadzenie obowiązkowej służby wojskowej dla kobiet. Tym samym Norwegia jest pierwszym państwem w NATO, które zdecydowało się na takie rozwiązanie w czasie pokoju. (tvn24.pl)
- Zmarł polski akordeonista Włodzimierz Lech Puchnowski, założyciel Warszawskiego Kwintetu Akordeonowego oraz założyciel i prezes Stowarzyszenia Akordeonistów Polskich, zwany „twórcą polskiej akordeonistyki”. (akordeon.pl)

## 14 października
- W wybuchu samochodu pułapki w stolicy Iraku zginęło co najmniej 25 osób, w tym szyicki deputowany Ahmed al-Chafadżi. (onet.pl)
- W wyniku ostrzału miejscowości Sartana na przedmieściach Mariupola zginęło siedmiu cywilów, a 15 zostało rannych. (wp.pl)
- W rejonie wschodnich Karaibów uformował się huragan Gonzalo, którego prędkość wiatru przekracza 120 km/h. (wp.pl)
- Na wybrzeżu Salwadoru wystąpiło trzęsienie ziemi o sile 7,4 w skali Richtera. Epicentrum znajdowało się na Pacyfiku, około 100 km na południowy wschód od miasta Usulutan. (wp.pl)
- Na Ukrainie prezydent Petro Poroszenko zlikwidował Dzień Obrońcy Ojczyzny i wprowadził Dzień Obrońcy Ukrainy, nowe święto wojska przypadające 14 października (pap.pl)
- Generał Stepan Poltorak został wybrany na nowego ministra obrony Ukrainy. (polskieradio.pl)

## 13 października
- Francuski ekonomista Jean Tirole otrzymał Nagrodę Nobla w dziedzinie ekonomii za analizę siły rynkowej i regulacji. (nobelprize.org)
- Co najmniej 23 osoby zginęły, a 25 zostało rannych w czterech zamachach w Afganistanie. (money.pl)
- Prezydent Ukrainy Petro Poroszenko mianował Andrijja Deszczycię na stanowisko ambasadora Ukrainy w Polsce. (wp.pl)
- Boliwijska telewizja Unitel podała, że urzędujący prezydent Boliwii Evo Morales został wybrany na trzecią kadencję. (wp.pl)
- Na Słowacji rozpoczęły manewry 10-dniowe manewry wojskowe z udziałem 1300 żołnierzy pięciu państw członkowskich NATO: Słowacji, Czech, Polski, Węgier i USA. (tvn24.pl)

## 12 października
- Prezydent Ukrainy Petro Poroszenko przyjął dymisję ministra obrony Wałerija Hełeteja. (wp.pl)
- Co najmniej 58 osób zginęło, a 107 odniosło obrażenia w trzech wybuchach samochodów pułapek w pobliżu miasta Bakuba w środkowym Iraku. (wp.pl)
- We wschodnie wybrzeże Indii uderzył cyklon Hudhud, wiejąc z prędkością niemal 200 km/h. Zginęły trzy osoby, a 370 tys. ludzi musiało uciekać z zagrożonego obszaru. (wp.pl, polskieradio.pl)
- Według raportu OECD Polska jest jednym z trudniejszych miejsc do życia spośród 34 krajów. (onet.pl)
- W finale rozegranych we Włoszech mistrzostw świata siatkarek Amerykanki pokonały Chinki 3:1. (sportowefakty.pl)

## 11 października
- Co najmniej 19 osób zginęło, a dwie zostały ranne w wyniku osunięcia się ziemi na budowie autostrady w chińskiej prowincji Shaanxi. (polskieradio.pl)
- Co najmniej 45 osób zginęło, a blisko 70 zostało rannych w czterech zamachach bombowych w rejonie Bagdadu. (onet.pl)
- W wieku 78 lat zmarł Pavel Landovský, czeski aktor filmowy i teatralny. (wp.pl)
- U wybrzeży japońskiej wyspy Honsiu miało miejsce trzęsienie ziemi o sile 6,2 stopnia w skali Richtera. Epicentrum znajdowało się pod dnem morskim w odległości ok. 170 km na północny wschód od miejscowości Hachinohe. (wp.pl)

## 10 października
- Hindus Kailash Satyarthi i Pakistanka Malala Yousafzai otrzymali Pokojową Nagrodę Nobla za działalność na rzecz praw dzieci i młodzieży. Siedemnastoletnia Yousafzai jest najmłodszą w historii laureatką tej nagrody. (nobelprize.org)
- Według rosyjskiej działaczki Jeleny Wasiliewej w walkach na wschodniej Ukrainie zginęło do tej pory 4 tys. żołnierzy. (polskieradio.pl)

## 9 października
- Francuz Patrick Modiano otrzymał Nagrodę Nobla w dziedzinie literatury. (nobelprize.org).
- Co najmniej 43 osoby zginęły w wyniku samobójczego zamachu bombowego, do którego doszło w centrum stolicy Jemenu, Sanie. (polskieradio.pl)
- 10-tysięczna manifestacja przeszła ulicami stolicy Meksyku w związku z zaginięciem 43 studentów. (polskieradio.pl)

## 8 października
- Eric Betzig, Stefan Hell i William Moerner zostali laureatami Nagrody Nobla w dziedzinie chemii za rok 2014. (nobelprize.org)
- Zmarł pochodzący z Liberii – Thomas Eric Duncan, amerykański pacjent zero zarażony gorączką krwotoczną Ebola u którego wirus rozwinął się już po jego przybyciu do Ameryki (wiadomosci.onet.pl)
- Korea Północna po raz pierwszy potwierdziła, że na jej terytorium znajdują się obozy pracy, jednak odrzuciła większość zarzutów dotyczących łamania praw człowieka. (polskieradio.pl)

## 7 października
- Isamu Akasaki, Hiroshi Amano i Shūji Nakamura zostali laureatami Nagrody Nobla w dziedzinie fizyki za opracowanie diod emitujących światło o barwie niebieskiej. (nobelprize.org)
- W amerykańskich stanach Indiana, Wisconsin, Oklahoma, Utah i Wirginia zalegalizowano małżeństwa osób tej samej płci. (polskieradio.pl)

## 6 października
- W wieku 70 lat zmarł Igor Mitoraj, polski rzeźbiarz tworzący głównie we Włoszech i Francji. (wyborcza.pl)
- John O’Keefe oraz Edvard i May-Britt Moserowie zostali laureatami Nagrody Nobla w dziedzinie fizjologii lub medycyny za odkrycia dotyczące komórek mózgowych odpowiadających za system orientacji w przestrzeni. (nobelprize.org)
- W wyniku wypadku w Kopalni Węgla Kamiennego „Mysłowice-Wesoła” w Mysłowicach zmarło 5 górników. (tvn24.pl)

## 5 października
- W wieku 35 lat zmarła polska aktorka Anna Przybylska. (onet.pl)

## 4 października
- Zmarł Jean-Claude Duvalier, zwany „Baby Doc”. prezydent Haiti w latach 1971–1986. (tagesschau.de)